# Montanhas Brancas

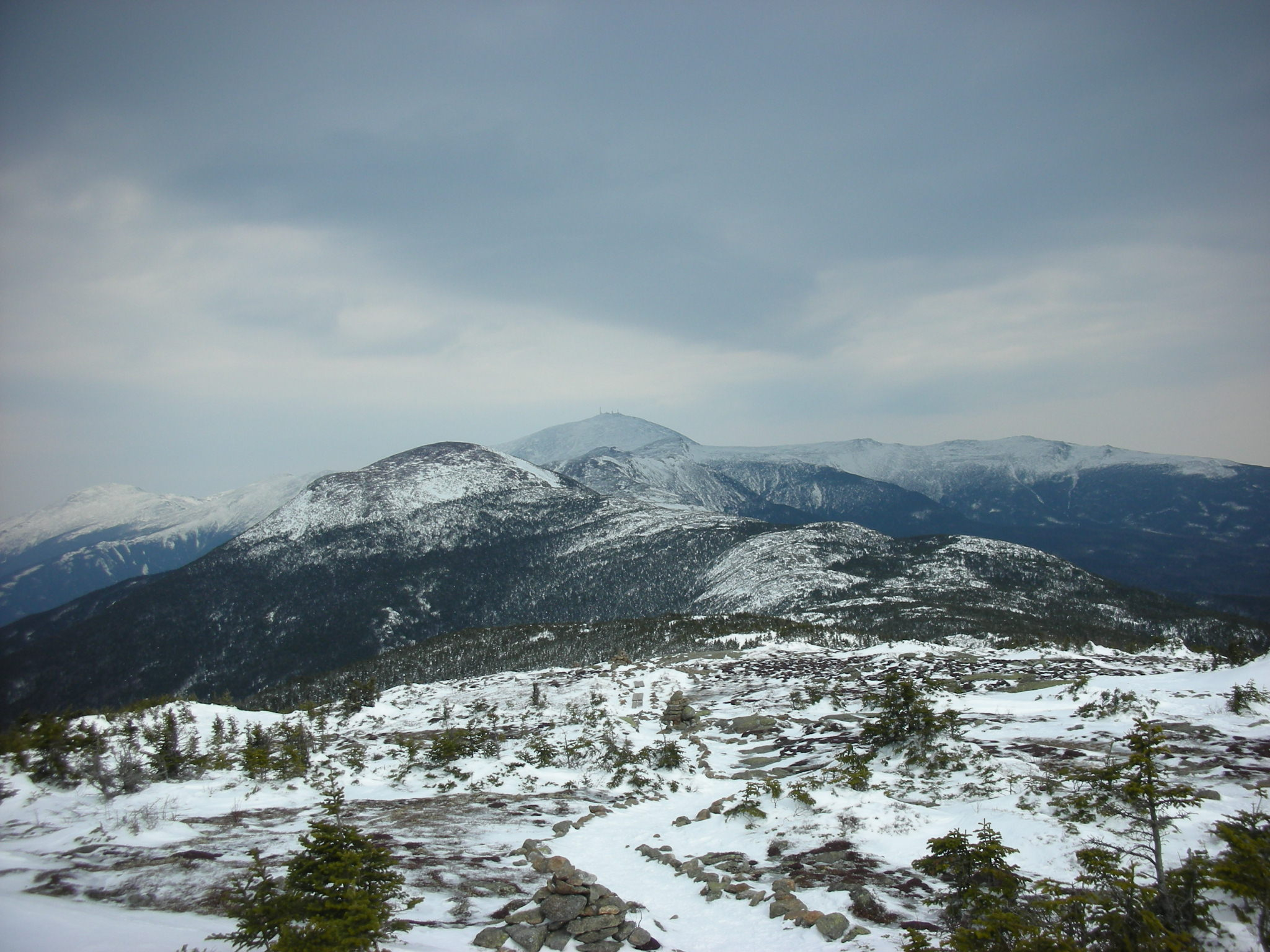
O Monte Washington visto do Monte Pierce

As Montanhas Brancas (em inglês: White Mountains) são uma cadeia montanhosa que ocupa a quarta parte do estado de Nova Hampshire, e uma pequena parte do oeste do estado de Maine, nos Estados Unidos. Pertencem à cordilheira dos montes Apalaches, e são consideradas como as mais abruptas da Nova Inglaterra. São muito visitadas devido à sua proximidade a Boston e a Nova Iorque.
A maior parte da região é espaço público, compreendendo vários parques naturais e o bosque nacional da Montanha Branca (White Mountain National Forest). O ponto mais alto é o Monte Washington (1 917 m), que é o ponto mais alto do nordeste dos Estados Unidos.
Em 1934, no seu observatório meteorológico foram registados os ventos mais fortes medidos à superfície da Terra (372 km/h). Em seu redor há outras montanhas com nomes de presidentes e personagens importantes do país, pelo que a área é chamada de Cordilheira Presidencial (Presidential Range).
Nesta zona também se encontrava a formação rochosa chamada "Velho da Montanha" (Old Man of the Mountain), que tinha esse nome por ser parecida com uma face humana. Infelizmente, em 2003 desmoronou-se por acção dos agentes físicos naturais.
O caminho dos Apalaches (Appalachian Trail), que liga a Geórgia ao Maine ao longo de todo o leste dos Estados Unidos, cruza as Montanhas Brancas.